# سارکوکسی (میزوری)
سارکوکسی (به انگلیسی: Sarcoxie) یک شهر در ایالات متحده آمریکا است که در شهرستان جاسپر، میزوری واقع شده‌است. سارکوکسی ۲٫۸۰ کیلومتر مربع مساحت و ۱٬۳۴۱ نفر جمعیت دارد و ۳۳۲ متر بالاتر از سطح دریا واقع شده‌است.